# Drymonia dodsonii
Drymonia dodsonii är en tvåhjärtbladig växtart som först beskrevs av Wiehler, och fick sitt nu gällande namn av J.L. Clark. Drymonia dodsonii ingår i släktet Drymonia och familjen Gesneriaceae. Inga underarter finns listade i Catalogue of Life.